# Проспект Двадцать Пятого Октября (Красное Село)
Проспект Двадцать Пятого Октября проходит в Красном Селе, это основная магистраль посёлка Дудергоф. Является продолжением проспекта Красных Командиров, проходя вдоль железнодорожной линии. Протяженность проспекта — 2753 м.

## История
Ранее вместе с нынешним проспектом Красных Командиров входил в состав «дороги в лагерь», которая вела к военным лагерям, созданным для проведения красносельских манёвров. В период расцвета Дудергофа будущий проспект был Дворцовым шоссе. В XVII веке Дворцовое шоссе (ещё не имевшее наименования) представляло собой дорогу по берегу Дудергофского озера, являвшуюся продолжением четырёхкилометровой «перспективы», идущей от кирхи и пастората на Дудергофскую мызу (дом дудергофского управляющего). Вместе с железнодорожной линией уже в пору военных лагерей шоссе формировало правобережные панорамы. На Дворцовом шоссе находились комплекс зданий Павильона минеральных вод Верландера (Проспект 25-го Октября, д. 15), вокзал, больница Общества сестёр милосердия св. Георгия (д. 105).
В советский период в названии проспекта была отражена дата (по старому стилю) Октябрьской революции 1917 года.

## Достопримечательности

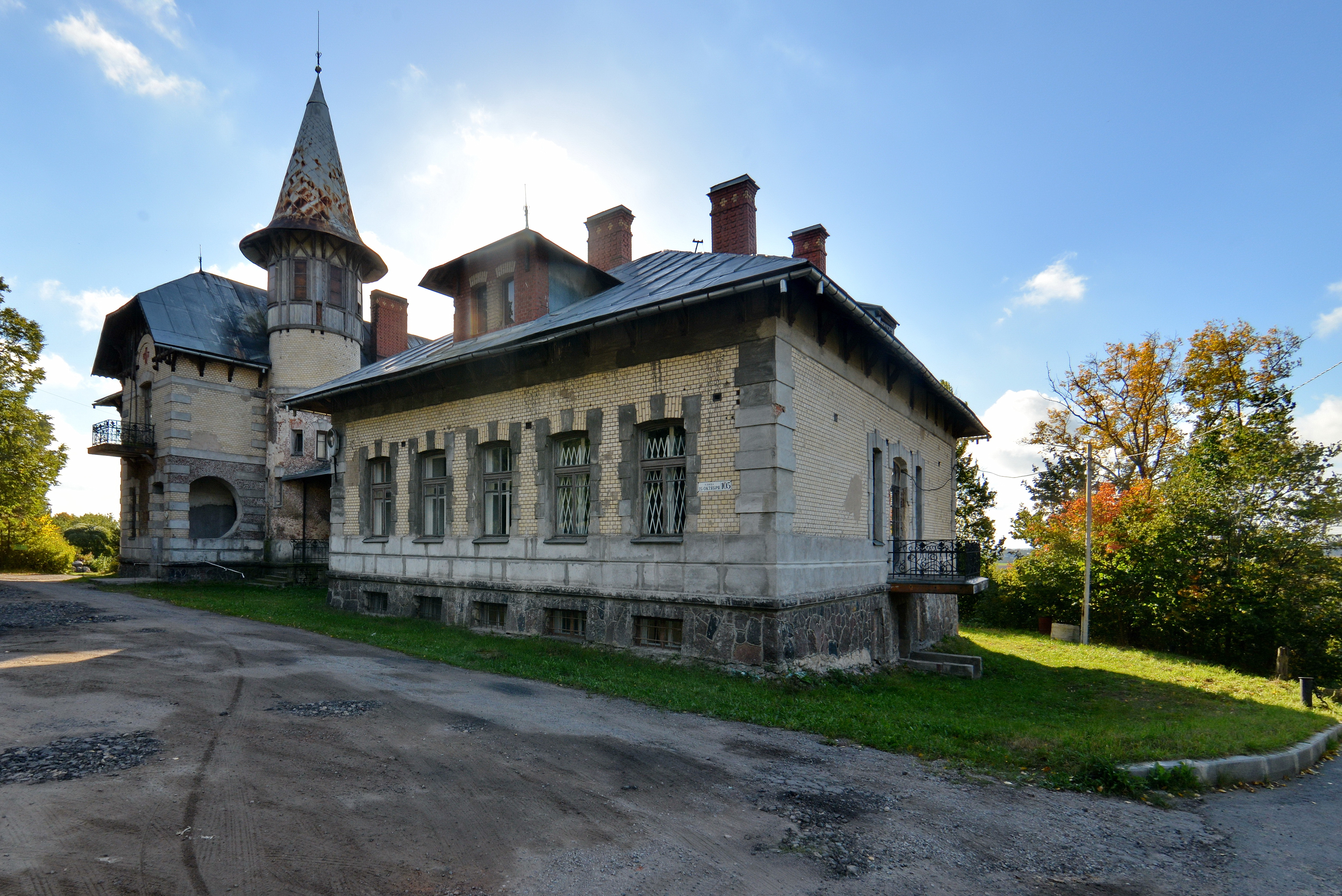
Бывшая больница Св. Георгия

- Дом № 15 — бывшее здание завода искусственных минеральных вод (в настоящее время его занимает завод пластмасс). Напротив завода расположен источник ключевой воды — «Ключъ», как он назван на дореволюционных фотографиях и открытках.
- Дом № 18 — до 2019 года на участке стоял деревянный дореволюционный дом. Здание продали с торгов частному лицу, КГИОП согласовал демонтаж без дальнейшего воссоздания исторического облика[3].
- Дома № 99, 101, 103 — бывшие инвалидные дома «Общества дудергофского инвалидного дома» под покровительством великого князя Михаила Николаевича[2], архитектор — В. И. Токарев, годы постройки — 1879—1883.
- Дом № 105 — здание больницы Общины сестёр милосердия св. Георгия. Больница построена в 1901—1902 годах, архитектор — Г. И. Люцедарский.